# ولی جانکشن (ویسکانسین)
ولی جانکشن، ویسکانسین (به انگلیسی: Valley Junction, Wisconsin) یک منطقهٔ مسکونی در ایالات متحده آمریکا است که در شهرستان مونروو، ویسکانسین واقع شده‌است.

## خصوصیات
ولی جانکشن ۲۸۱٫۹۴ متر بالاتر از سطح دریا واقع شده‌است.